# Juan II de Schleswig-Holstein-Sonderburg
Juan II de Schleswig-Holstein-Sonderburg, llamado el Joven (en alemán: Johann von Schleswig-Holstein-Sonderburg der Junger, Haderslev, 25 de marzo de 1545 - Glücksburg, 9 de octubre de 1622), fue un príncipe de Dinamarca de la casa de Oldemburgo y duque de Schleswig-Holstein-Sonderburg de 1559 a 1622.

## Familia
Juan de Schleswig-Holstein-Sonderburg era el cuarto hijo del rey Cristián III de Dinamarca (1503-1559) y Dorotea de Sajonia-Lauenburgo (1511-1571). Su hermano mayor el rey Federico II de Dinamarca (1534-1588) le cede una parte de Schleswig-Sonderburg (conocido actualmente como Sonderburg danés). Al morir el rey, su hermano apoyó activamente a su cuñada Sofía de Mecklemburgo-Güstrow durante la minoría de edad de su sobrino Cristián IV de Dinamarca (1577-1648).

## Matrimonios y descendencia
En 1568 contrae matrimonio con Isabel de Brunswick-Grubenhagen (†1586), hija del duque Ernesto V de Brunswick-Grubenhagen. De esta unión nacieron catorce hijos:
- Dorotea (1569-1593), casada en 1589 con el duque Federico IV de Legnica (†1596).
- Cristián (1570-1633), duque de Schleswig-Holstein-Sonderburg-Ærø.
- Ernesto (1572-1596), murió asesinado.
- Alejandro, duque de Schleswig-Holstein-Sonderburg (1573-1627)
- Augusto (1574-1596), murió asesinado.
- María (1575-1640), abadesa de Itzehoe.
- Juan (1576-1624), duque de Schleswig-Holstein-Norburg.
- Ana (1577-1616), casada en 1601 con Bogislao XIII de Pomerania-Barth (†1606).
- Sofía (1579-1618), casada en 1607 con Felipe de Pomerania-Barth (†1618).
- Isabel (1580-1653), casada en 1625 con Bogislao XIV de Pomerania(†1637).
- Federico (1581-1658), duque de Schleswig-Holstein-Sonderburg-Norburg, casado en 1627 con Juliana de Sajonia-Lauenburgo (hija de Francisco II de Sajonia-Lauenburgo). Al enviudar se casa con Leonor de Anhalt-Zerbst (†1681), hija de Rodolfo de Anhalt-Zerbst.
- Margarita (1583-1638), casada en 1603 con el conde Juan II de Nassau-Siegen (†1623).
- Felipe, duque de Schleswig-Holstein-Sonderburg-Glücksburg, fundador de la segunda rama de la familia.
- Alberto (1585-1613).

Viudo, contrae segundas nupcias con Inés Eduviges de Anhalt (1616), hija de Joaquín Ernesto de Anhalt. Con ella tiene otros nueve hijos:
- Leonor (1590-1669).
- Ana (1593-1659), casada en 1618 con Julio Federico de Wurtemberg-Weiltingen (†1635).
- Juan (1594-1613).
- Joaquín Ernesto I, duque de Schleswig-Holstein-Plön, funda la tercera rama de la familia.
- Dorotea (1597-1597).
- Bernardo (1601-1601).
- Inés (1602-1607).
- Leonor Sofía (1603-1675), casada en 1625 con el príncipe Cristián II de Anhalt-Bernburg (†1656).